# 니시야마정
あ니시야마정(西山町)은 니가타현 가리와군의 동해에 위치했던 정이다. 2005년 1월 1일에 다카야나기정과 함께 가시와자키시에 편입 합병했기 때문에 소멸했다. 

## 역사
- 1889년 4월 1일 - 정촌제 시행과 함께 오타촌, 베쓰야마촌, 나카가와촌, 이시지정, 나이고촌, 아사히정, 후타다촌이 성립하였다.
- 1959년 4월 10일 - 아사히정, 후타다촌의 일부를 합병해 새로운 니시야마정이 되었다.
- 2005년 5월 1일 - 다카야나기정과 함께 가시와자키시에 편입해 소멸했다.

## 행정
- 미토미 토시로 (三富 利郎) (1998년 7월 10일부터)

## 교통

### 도로
- 국도 113호선